# 島村達雄
島村 達雄（しまむら たつお、1933年 - ）は、白組代表取締役会長。アニメーター、CMディレクター、映像作家、特撮監督、映画プロデューサー、京都造形芸術大学大学教授。東京都出身。日本アニメーション協会(JAA)名誉会員。日本のVFX業界団体・VFX-JAPANで理事を務める。

## 経歴
1957年、東京芸術大学美術学部図案科（現デザイン科）卒。

### 展示映像
- 大阪万博ワコールリッカーミシン館（1970年）
- つくば万博日本IBM館（1985年）
- 横浜みなと未来博東京ガス館（1987年）
- 富山県立山博物館立山曼荼羅絵図（1993年）

## その他参加作品

### 映画
- 白蛇伝（1958年） - 動画アシスタント
- ハウス（1977年） - ピクトリアルデザイン
- シュンマオ物語 タオタオ（1977年） - アニメーション演出、監督
- 時をかける少女（1983年） - ピクトリアルデザイン
- 漂流教室（1987年） - ビジュアルエフェクトスーパーバイザー
- 大病人（1993年） - デジタル合成
- 静かな生活（1995年） - デジタル合成
- スーパーの女（1996年） - デジタル合成
- マルタイの女（1997年） - デジタル合成
- 連句アニメーション「冬の日」（2003年） - アニメーション制作
- ALWAYS　三丁目の夕日（2005年） - 製作
- ALWAYS　続・三丁目の夕日（2007年） - 製作
- K-20 怪人二十面相・伝（2008年） - 製作
- MW -ムウ-（2009年） - 製作
- BALLAD 名もなき恋のうた（2009年） - 製作
- SPACE BATTLESHIP ヤマト（2010年） - 共同製作
- friends もののけ島のナキ（2011年） - 製作
- ALWAYS 三丁目の夕日'64（2011年） - 製作
- わたしのハワイの歩きかた（2014年） - 製作
- GAMBA ガンバと仲間たち（2014年） - 製作

### テレビアニメ
- もやしもん（2007年） - 製作
- 西洋骨董洋菓子店 〜アンティーク〜（2008年） - 美術監督
- もやしもんリターンズ（2012年） - 製作

### テレビドラマ
- もやしもん（2010年） - 製作